# Масляев, Виктор Семёнович
Виктор Семёнович Масля́ев (5 декабря 1932
— 18 марта 2008) — советский учёный-химик и изобретатель в области высокоэффективных способов регенерации воздуха замкнутых объёмов в изолированных аппаратах и помещениях (атомных подводных лодках, изолирующих противогазах, пилотируемых космических аппаратах) в системах их жизнеобеспечения, советский и украинский педагог и организатор в сфере высшего химико-технологического и экологического образования, профессор кафедры прикладной экологии и охраны окружающей среды (ПЭиООС) Донецкого национального технического университета, кандидат технических наук.

## Биография
Виктор Семёнович Масляев родился 5 декабря 1932 года в посёлке Центральный — юго-восточной исторической части города Торез Донецкой области Украинской ССР.
Учился и окончил среднюю школу № 1 города Шахтёрск (Донецкая область)
.
В 1950 году становится студентом группы ХТН 4-5 Донецкого индустриального института (на базе которого 19 марта 1960 года был создан Донецкий политехнический институт). Был старостой академической группы. После окончания в 1955 году химико-технологического факультета по специальности «Технология неорганических веществ» сразу начал преподавательскую деятельность. С 1 августа 1955 по 1961 год работал ассистентом кафедры общей химии и старшим научным сотрудником, а с 1961 года − старшим преподавателем этой же кафедры.
Вначале 1960-х годов был директором пионерского лагеря Донецкого политехнического института.
С 1966 года работал на созданной кафедре «Технология неорганических веществ и неорганическая химия», сначала старшим преподавателем, затем доцентом. В 1968 году защитил диссертацию кандидата технических наук. Виктор Семёнович успешно руководил коллективом кафедры в течение 15 лет, начиная с 1969 года. В 1969—1979 гг. и 1989—1996 гг. был заведующим кафедры «Технология неорганических веществ и неорганическая химия». В период с 1979 по 1989 год занимал должность декана химико-технологического факультета.
В 1973 году благодаря его усилиям впервые в Донецкой области Донецким политехническим институтом начата подготовка инженеров-экологов по направлению «Технология рекуперации вторичных материалов в промышленности», а с 1985 года − начата подготовка специалистов по специальности «Химическая технология керамики и огнеупоров», а в 1995 году начата подготовка инженеров по специальности «Прикладная экология».
В конце 1996 года — начале 2000-х годов занимал должность проректора Донецкого института социального образования.
При жизни увлекался рыбалкой и часто рыбачил с братом своей жены Майи − Атановым Геннадием Алексеевичем.
Похоронен на Южном кладбище города Донецк.

## Научная деятельность
Под руководством Виктора Семёновича Масляева на кафедре успешно выполнялся значительный объём хоздоговорных работ

 и работ по закрытой (специальной) тематике.
В 1960-е годы были начаты исследования по разработке твёрдого регенерируемого поглотителя для очистки воздуха замкнутых объёмов от углекислого газа (концентрирования СО2) при его концентрации до 1 об.%.
В результате был разработан твердый регенерируемый поглотитель марки ТРП-ДПИ (в названии сохранена аббревиатура учебного заведения-разработчика — Донецкого политехнического института) на основе карбоната калия, который используется в серийно выпускаемых установках «Калина» и аппаратах УРМ, «Кедр-М». Поглотитель марки ТРП-ДПИ, в различных модификациях и ресурсом работы от 2000 часов (в первых моделях) и до 4500 часов, использовался во всех системах обеспечения обитаемости отечественных атомных подводных лодках (АПЛ) второго поколения. Таким образом, полученные под руководством В. С. Масляева научные результаты нашли практическое применение, и благодаря его научной прозорливости был решён вопрос эксплуатации твердого регенерируемого поглотителя для очистки воздуха, известного в СССР и за границей.

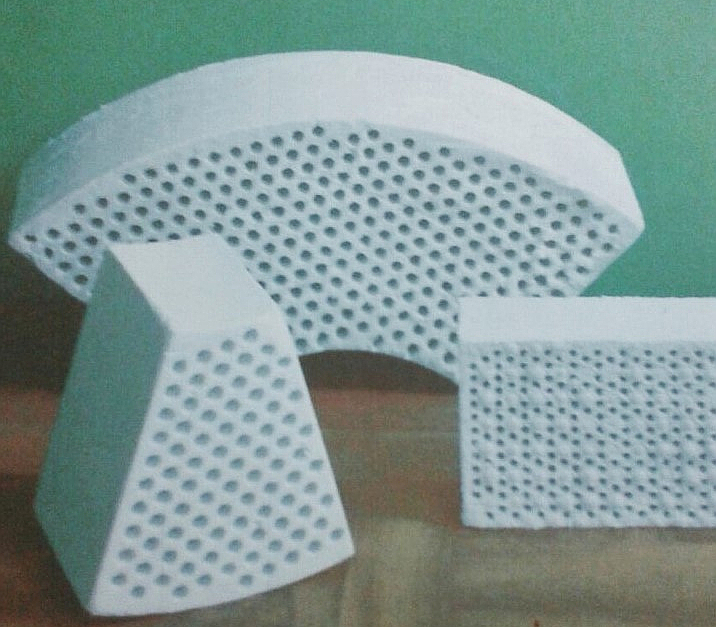
Активные элементы (блоки) твердого регенерируемого поглотителя марки ТРП-ДПИ

В 1973 году в 7-м корпусе Донецкого политехнического института (ДПИ) был создан мощный испытательный стенд, на котором в реальных условиях замкнутых объёмов на реальном промышленном оборудовании круглосуточно проводилось исследование рабочих характеристик твердого регенерируемого поглотителя, для чего заказчик разработал и утвердил методики по проведению стендовых испытаний, инструкции по обслуживанию испытательного стенда. В результате выполнения всех этих работ была разработана и внедрена на ПО «Сода» (г. Березники, Пермской области, Россия) технология изготовления поглотителя ТРП-ДПИ, предназначенного для очистки воздуха от диоксида углерода на подводных объектах, который успешно эксплуатировался на атомном подводном флоте СССР. Разработка технической документации, пусконаладочные работы, изготовление первых партий и последующее научное сопровождение производства и применения поглотителя осуществлялось под непосредственным руководством В. С. Масляева и с участием сотрудников кафедры.
В. С. Масляев − автор и соавтор больше чем 200 научных работ, среди которых 7 патентов и 70 авторских свидетельств на изобретения, нашедших применение в России (например, сотрудниками кафедры совместно с Институтом медико-биологических проблем РАН был разработан термохимический генератор медицинского кислорода из твердых источников «Тополь», который в 2000 году удостоен золотой медали на международной выставке «ЭВРИКА-2000» в Брюсселе и серебряной медали на Международном салоне промышленной собственности «АРХИМЕД-2000»), США, Германии, Франции и Великобритании
.
Научные разработки технологий производства и применения поглотителя в 1989 году отмечены Почётной грамотой ВДНХ УССР.
Изучение возможности очистки воздуха от диоксида углерода в других замкнутых объектах позволило разработать рекомендации по эксплуатации систем регулирования состава воздуха в космических объектах, фортификационных сооружениях, хранилищах сельскохозяйственной продукции. Результаты всех этих работ дали возможность защитить под его руководством несколько кандидатских диссертаций (Горовец Петр Моисеевич, Белогуров Юрий Николаевич, Панасенко Анатолий Иванович и другие) по спецтематике (с грифом СС).
Под руководством В. С. Масляева выполнялись также работы, направленные на разработку средств регенерации воздуха в шахтах, был разработан и защищен патентом пусковой брикет для горноспасательной службы
.
Научно-исследовательские труды, которые были выполненные студентами под его руководством, неоднократно отмечались дипломами на конкурсах различных уровней.
После развала СССР в 1991 году из-за невостребованности в новом государстве научные исследования в области регенерации воздуха были существенно сокращены.

### Диссертация
- Тема кандидатской диссертации (1968 год) — «Спецтема»; руководитель — Кляшторный, Матвей Ильич, доктор технических наук, профессор, лауреат Сталинской премии (1943).

## Преподавательская деятельность
Виктор Семёнович Масляев был ведущим лектором по основным дисциплинам для студентов специальностей «Технология рекуперации вторичных материалов в промышленности» и «Экология и охрана окружающей среды»:
- Технология азотной кислоты;
- Технология соды и содопродуктов;
- Теория технологических процессов;
- Технология основных производств химической промышленности.

Успешно руководил курсовым и дипломным проектированием, научно-исследовательской работой студентов, входил в состав государственных экзаменационных комиссий и является соавтором учебного пособия с грифом Министерства образования Украины.
Много внимания им уделялось развитию научно-технической, компьютерной и лабораторной базы кафедры «Прикладная экология и охрана окружающей среды» ДонНТУ («Технология неорганических веществ и неорганическая химия» ДПИ). Под руководством В. С. Масляева на кафедре были созданы лаборатории рентгеноструктурного анализа, электронной микроскопии, масс-спектроскопии, стендовая лаборатория, аттестованная лаборатория экологического контроля.
Трудовая деятельность Виктора Семёновича Масляева много раз поощрялась в приказах по университету и Министерству образования и науки Украины, отмечена почётными знаками «Отличник химической промышленности», «Отличник образования Украины», двумя государственными наградами: медалью «За доблестный труд. В ознаменование 100-летия со дня рождения Владимира Ильича Ленина» (1970) и медалью «За трудовую доблесть» (1971).

## Семья
- Жена — Масляева (Атанова) Майя Алексеевна;
  - Сын — Игорь;
    - Внуки — Виктор (1976-11-29 г.р.), Татьяна, Наталья.

## Награды и почетные знаки
Трудовая деятельность Виктора Семеновича Масляева много раз поощрялась в приказах по университету (институту) и Министерству образования, отмечена наградами:
- Медаль «За доблестный труд. В ознаменование 100-летия со дня рождения Владимира Ильича Ленина» (1970)
- Медаль «За трудовую доблесть» (1971)
- Знак «Отличник химической промышленности СССР» (1971)
- Знак «Отличник образования Украины» (2005)

## Публикации
- Масляев В. С., Белогуров Ю. Н. Охрана атмосферы от загрязнения вредными веществами в условиях Донбасса : учебное пособие. — Донецк: ДПИ, 1984. — 75 с.
- Масляев В. С., Чудаева Т. В., Черпак Л. А. ИК-спектроскопическое исследование взаимодействия безводного метасиликата калия с диоксидом углерода // Донецкий политехнический институт : Депонирование. — Донецк: УкрНИИНТИ, 1990. — 13 июня (№ 1039).
- Масляев В. С., Новицкая И. И., Трошина Е. А., Черкассова Л. П. Влияние термической обработки на каталитическую активность тонкопленочных платиновых, палладиевых и платино-палладиевых катализаторов при окислении CO в CO2 // Донецкий политехнический институт : Депонирование. — Донецк: УкрНИИНТИ, 1989. — 14 ноября (№ 2582).
- Масляев В. С., Черпак Л. А. ИК-спектроскопическое исследование взаимодействия цинка с диоксидом кремния в присутствии надперекиси калия // Донецкий политехнический институт : Депонирование. — Донецк: УкрНИИНТИ, 1988. — 30 мая (№ 1331).
- Масляев В. С., Новицкая И. И., Мякенькая Е. А., Трошина Е. А. и др. К вопросу разработки железо-никель-цинко-марганец-оксидных тонкопленочных катализаторов для окисления оксида углерода // Донецкий политехнический институт : Депонирование. — Донецк: УкрНИИНТИ, 1987. — 10 апреля (№ 1212).
- Масляев В. С., Новицкая И. И., Трошина Е. А. и др. Окисление оксида углерода на тонкопленочных железо-никелевых, железо-медных железо-кобальтовых катализаторах // Донецкий политехнический институт : Депонирование. — Донецк: УкрНИИНТИ, 1988. — 25 августа (№ 1205).
- Масляев В. С., Новицкая И. И., Никулина О. В., Шандрук Н. В., Трошина Е. А. Получение и исследование каталитической активности ферритов в реакции окисления оксида углерода // Донецкий политехнический институт : Депонирование. — Донецк: УкрНИИНТИ, 1988. — 14 марта (№ 659).
- Патент на изобретение № RU 1640614 С1 от 27.07.1988 — «Устройство для измерения распределения размеров капель жидкости в газожидкостном потоке». Автор(ы): Панечко И. Ф., Масляев В. С., Белозерова И. Ю., Жук Г. И., Рудакова С. Г.
- Патент на изобретение № RU 1220678 С1 от 11.07.1984 — «Массо-и теплообменный аппарат». Автор(ы): Панечко И. Ф., Масляев В. С., Кузнецова Т. Б., Богачев В. В.
- Патент на изобретение № RU 1044303 С1 от 24.06.1982 — «Тепломассообменный аппарат». Автор(ы): Панечко И. Ф., Масляев В. С., Холява А. Г. , Жук Г. И.
- Патент на изобретение № RU 899101 С1 от 12.06.1980 — «Способ очистки отходящих газов алюминиевого производства». Автор(ы): Масляев В. С., Панасенко А. И., Афанасьев В. В., Крайдман Е. Н.
- Патент на изобретение № RU 700329 С1 от 31.05.1978 — «Способ обработки древесины». Автор(ы): Масляев В. С., Колесникова В. В., Зданевич А. В., Пономаренко А. В., Телышева Г. М., Меркулова А. В., Бачурин Ю. Д.
- Патент на изобретение № RU 1446107 С1 от 28.07.1987 — «Способ получения безводного метасиликата калия». Автор(ы): Масляев В. С., Трошина Е. А., Доброгорская Л. Н., Зданевич А. В., Колесник Т. В., Черпак Л. А., Жукотанская И. Б.